# 飼料
飼料（しりょう）とは、家畜、家禽、養魚などの飼育動物に与えられる餌をいう。飼糧（しりょう）、餌料（じりょう）、糧秣（りょうまつ）等の呼称もあるが、代表的には飼料が用いられる。
飼料に使う目的で栽培する飼料作物には、ヒトの食用にもなる米やトウモロコシなども含まれるが、牧草などはもっぱら飼料に使われる。

## 飼料の分類

### 栄養価による分類
- 濃厚飼料（concentrate） - 繊維が少なく、容積も少ないが、可消化養分が多い飼料をいう[1]。
- 粗飼料（roughage） - 濃厚飼料に比べて、一般に粗繊維が多く、容積も大きいものの、可消化養分総量が低い飼料をいう[1]。

### 主成分による分類
- 蛋白質飼料（protein supplement feed） - 魚粉や油粕類のように主成分がタンパク質の飼料[1]。
- 澱粉質資料（starchy feed） - トウモロコシなどの穀類、甘藷などのいも類のように主成分が澱粉質の飼料[1]。
- 脂肪質飼料 - ダイズやゴマなどの油実類、米糠のように脂肪の多い飼料[1]。
- 繊維質飼料（fibrous feed） - 乾草、サイレージ、わら類のように長い繊維含量の多い飼料[1]。

### 入手法による分類
- 自給飼料（self supplied feed） - 家畜飼養者が自家用に生産して供給する飼料[1]。
- 購入飼料あるいは流通飼料（purchased feed） - 対価を支払って入手する飼料[1]。

なお、食品ロス削減や循環型社会づくり、持続可能な開発目標（SDGs）といった観点から、衛生・栄養を管理した食品残渣飼料が利用されており、日本の農林水産省は「エコフィード」とも呼んでいる。

### 生産手段による分類
- 天然飼料 - 自然状況下で生産され人工の処理が加えられていないもの[1]。
- 科学飼料 - 人工の処理が加えられたもの[1]。
- 委託飼料 - 配合飼料の生産において畜産立地に合わせて工場が移転したり集約化される場合などに製造業者間の受委託で生産される飼料[1]。

### 原料の混合による分類
配合飼料の原料となる個々の飼料を単体飼料または単味飼料（ingredient，single component feed）という。
その対義語が（広義の）配合飼料であるが、日本では行政上あるいは流通上特定の目的で混合した飼料を特に混合飼料（mixed feed）と呼んでいる。

### 飼料の形態による分類
- 粉餌（meal）またはマッシュ（mash）
  - 粒度の細かい飼料を粉餌またはマッシュという[1]。米国では粉状の飼料をmeal、それらを混合した飼料をmashと呼んでいる[1]。
  - 養分が均一化されるため不断給餌に適したものとなる[1]。その反面、粒度を細かくしすぎると給与時や採食時に粉塵として舞い上がりロスになったり、家畜が吸い込んで呼吸器疾患を誘発する原因となる[1]。また、消化性は高まるが、胃の滞留時間が短くなるため、動物によっては胃潰瘍を誘発することがある[1]。このほか、デンプン質の多い飼料を採食と飲水を繰り返しながら摂取する家禽類では、糊状になって嘴（くちばし）の裏側に付着し、採食困難となることがある[1]。
- 固形飼料またはペレット（pellet）
  - 粉状の飼料をペレットミルで粒状に整形したものを固形飼料またはペレット（pellet）という[1]。
  - ペレット化することで家畜の嗜好性を高めたり、栄養バランスの調整が可能となり、取り扱いやすくなり輸送費も安くなる[1]。その反面、加工のための加熱によりビタミン類が破壊される、製造費が高くなるといった欠点もある[1]。
- クランブル（crambl）
  - ペレット化してから再粉砕した飼料[1]。
- 多孔質飼料（porous feed）
  - 粉末飼料を高圧で押し出して多孔質に加工したものでペットフードや養魚飼料に用いられる[1]。
- 液体飼料（liquid feed）
  - 水に溶いて用いる代用乳などで消化吸収に優れるが、高価となる[1]。

### 精製度による分類
- 実用飼料 - 未精製原料を主体とする飼料[1]。
- 精製飼料（purified diet） - 飼料の成分が化学的に純粋な原料からなる飼料[1]。
- 半精製飼料（semi-purified diet） - 精製飼料の一部に未精製原料を含む飼料[1]。

### 給与形態による分類
- 粉餌 - ペレットのように風乾状態で給与される飼料[1]。
- 練り餌 - 粉餌に水分を加えて採食性を高めた飼料[1]。
- どぶ餌 - さらに水分を加えて液状中に固形分が確認できる程度にした飼料[1]。
- 液体飼料 - 代用乳のように、ほぼ液状で固形物が確認できない飼料[1]。

### 対象動物による分類
対象や生理的状態では、各種動物用飼料（牛、豚、鶏、養殖水産動物などが対象）、実験動物用飼料、ペットフード、動物園動物用飼料などに分けられる。
さらに対象家畜による分類としては、乳・肉牛用飼料、養豚用飼料、養鶏用飼料、養魚用飼料などに分けられる。
なお、生産段階や生産目的によって、育成用、肥育用、維持用などに分類されることもある。

## 製造
日本では独立行政法人農林水産消費安全技術センターが定める飼料製造管理者が行う。その他ガイドラインは農林水産省による飼料安全法で安全基準を含めた適性製造規範に基づく。
配合飼料の場合、原料受け入れ、一次加工（粉砕・圧縮）、配合、二次加工（ペレット状など）、製品出荷の工程を経て、生産者や畜産農家に届けられる。

## 日本国内の現状と課題
2021年の統計では日本の飼料自給率は25％で食料自給率（38％）よりさらに低く、農林水産省は飼料自給率を2030年に34％に高める目標を掲げている。米余り下で水田を有効活用できる飼料米、人が食べるスイートコーンより糖度が低く飼料向きの子実（しじつ）用トウモロコシの作付け拡大が進み、日本の飼料作物栽培面積は2021年に1000ヘクタールを超えた。